# Тойтер'єр
Тойтер'єр, відомий також як російський тойтер'єр, російський той — порода собак, що належить до групи декоративних собак. Існують гладкошерстий і довгошерстий види.

## Походження

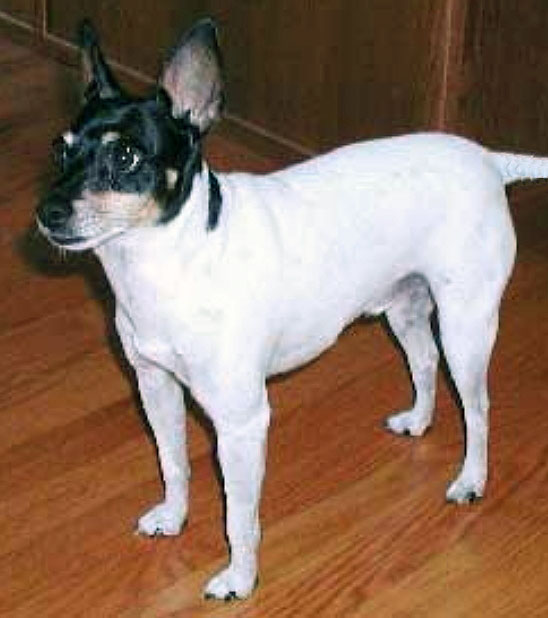
Американський тойтер'єр

Порода російського тойтер'єра була отримана в Москві. На початку XX століття однією з найпопулярніших декоративних собак в Росії були англійські тойтер'єри, проте в 1920-1950-ті роки їх племінне розведення майже не велося через Жовтневий переворот, тому поголів'я скоротилося до критичного рівня. З середини 50-х років XX століття російські кінологи взялися за створення породи декоративних собак, подібних до тойтер'єра.
У середині 50-х років минулого століття ввезення декоративних порід в СРСР було мінімальним і нецілеспрямованим. Існуюче поголів'я собак, які розводилися, докорінно відрізнялося від своїх побратимів за кордоном. Вітчизняні гладкошерсті тойтер'єри були щасливим винятком. В результаті селекційної роботи отримали гладкошерстих собак з фенотипом, відмінним від англійського тойтер'єра в багатьох принципових позиціях. В 1958 від схрещування двох гладкошерстих батьків був отриманий перший довгошерстий тойтер'єр.
В 1996 в Москві був створений Національний клуб породи російський тойтер'єр. У наступному році клубом була організована перша Всеросійська виставка тойтер'єрів.
21 лютого 2006 на засіданні Племінної комісії FCI було прийнято рішення про визнання породи, і її стандарту було присвоєно номер 352. На вимогу FCI колишні назви порід — московський довгошерстий тойтер'єр і російський гладкошерстий тойтер'єр були замінені на єдину назву — російський той, включаючи обидва різновиди.
Російський той з 2006 року мав статус умовно (тимчасово) визнаної породи й не міг претендувати на титул кандидата в інтернаціональні чемпіони, поки у 2017 році не був визнаний на постійній основі. Російські тої, однак, мають право на інші титули FCI (Чемпіон Європи, Чемпіон світу і т. д.). Не зважаючи на свою маленьку статуру, російський той поводиться дуже сміливо, достойно в будь-якому собачому колективі, вміло захищає себе і свого господаря. За назвою тойтер'єр перекладається, як собака-компаньйон.

## Зовнішній вигляд

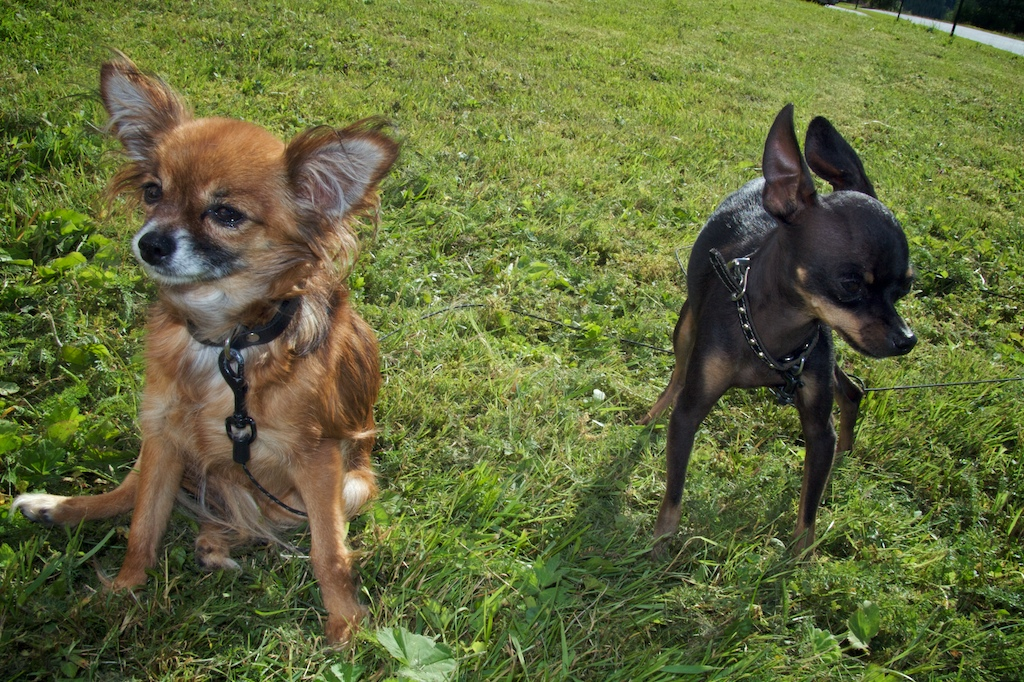
Довгошерстий і гладкошерстий російський той

Маленька, елегантна собака, рухлива, високонога, з тонким кістяком і сухою мускулатурою. Статевий тип морфологічно виражений слабо, однак яскраво помітний у поведінці.

### Будова

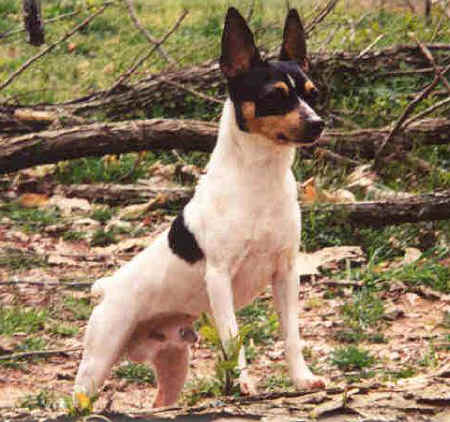
Вашингтонський довгошерстий тойтер'єр

Кут плечолопаткового зчленування близько 100 градусів. Кінцівки високі, прямі й паралельно поставлені. Передпліччя прямі. Гомілки довгі. Коліна округлі, малопомітні. Скакальні суглоби сухі й з добре вираженими кутами, відставленими за лінію сідничних горбів. Хвіст може купіруватися до двох хребців. Довга, суха, красиво вигнута шия, легка головка клиноподібної форми. Черепна частина відносно широка, округла. Потиличний горб і надбрівні дуги слабко виражені. Лоб широкий, опуклий. Перехід від лоба до морди різко виражений. Морда суха, легка, звужується до мочки носа — зазвичай дорівнює 1/3 довжини голови (від мочки носа до потиличного горбочка). Мочка носа чорна або коричнева залежно від забарвлення собаки. Вуха стоячі, тонкі, рухливі, високо поставлені у формі рівнобедреного трикутника з відносно гострими або закругленими кінцями. Прикус ножиці.

### Шерсть
Існують два різновиди російського тойтер'єра: гладкошерстий: шерсть коротка, щільно прилегла, блискуча, без підшерстя і залисин; довгошерстий: тулуб покрито помірно довгою (3—5 см) прямою або злегка хвилястою, прилеглою вовною, яка не приховує природні контури тіла. Шерсть на голові, передній стороні кінцівок коротка і щільно прилегла. На кінцівках з задньої сторони чітко виражені пачоси. На всіх лапах подовжена шовковиста шерсть, що повністю приховує кігті. Вуха покриті густою і довгою шерстю у вигляді бахроми, що є характерним прикрасою довгошерстого російського тоя.

### Забарвлення
Чорно-підпалий, коричнево-підпалий, блакитно-підпалий, лілово-підпалий, палевий, а також рудий будь-якого відтінку з чорним або коричневим нальотом або без нього. Для всіх кольорів переважні насичені відтінки.

## Характер
Надзвичайно енергійний, активний і грайливий собака, дуже відданий і ласкавий до господаря. Відмінно ладнає з усім оточенням. Має досить лабільну психіку і схильний до стресів, тому не підходить для утримання поруч з гучними й галасливими дітьми.
Собака породи тойтер'єр — типовий «дзвінок». При своїй «іграшковій» зовнішності собака є тер'єром, і, як і всі тер'єри, володіє цілком серйозним характером — невтомною енергією і яскраво вираженим темпераментом; деякі представники породи можуть бути занадто «характерні» і потребують серйозного дресування, щоб не вирости злобливими.

## Утримання і догляд
Російський той вважається собакою, що не вимагає особливого догляду. Це типовий «міський собака», він підходить для утримання у квартирі, добре привчається до туалету в лотку. Не має потреби в частому купанні. Собаку годі й вигулювати в погану погоду. На прогулянці не рекомендується спускати собаку з повідка — він може кудись втекти. Довгошерстих собак потрібно регулярно розчісувати густим гребінцем.

## Здоров'я

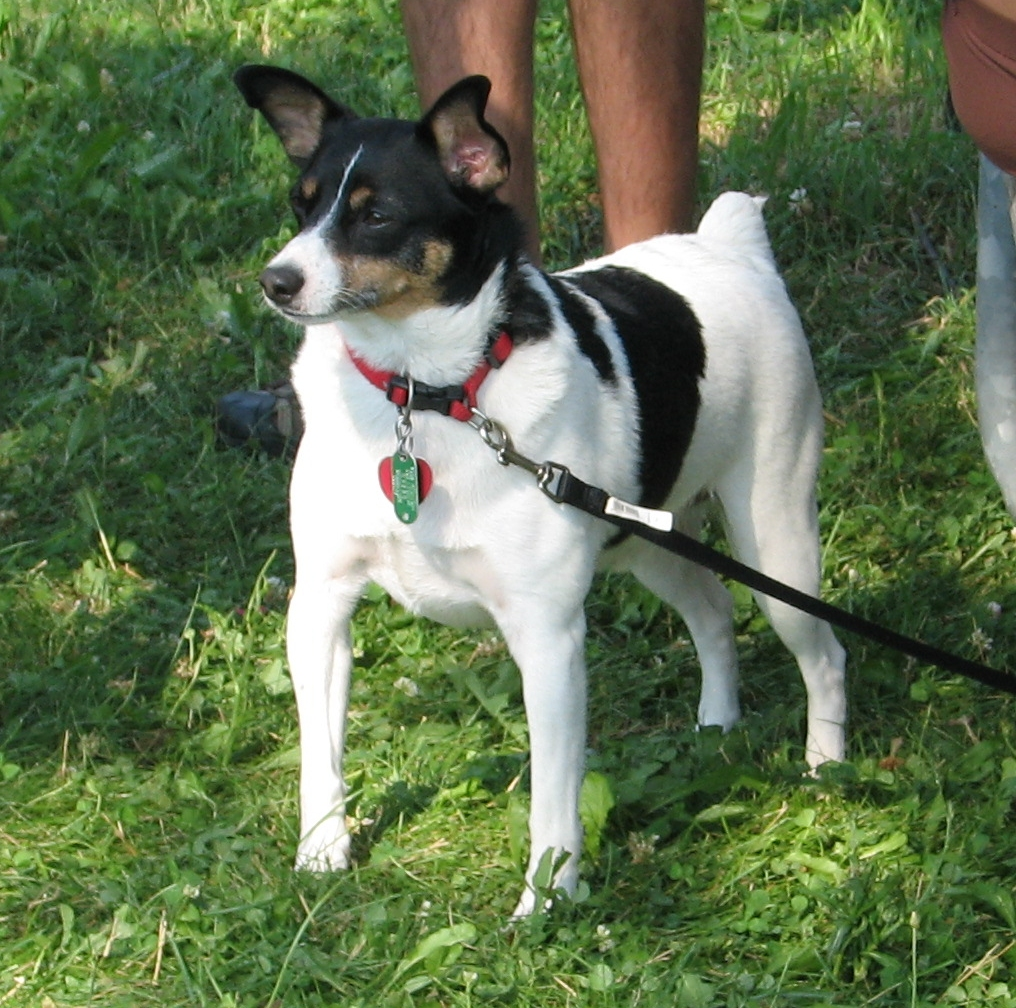
Гібрид той- і фокстер'єра

Маленький собака з витонченим кістяком, російський той схильний до багатьох видів механічних, вірусних і температурних впливів. При правильному утриманні практично не хворіють.
Породна схильність до хвороб (найбільш проблемні органи): зуби, кісткова система, шкіра, підшлункова залоза, серце:
- У піврічному віці у собаки починають мінятися зуби. Корінні зуби виростають, але іноді молочні зуби самі не випадають, необхідно видалити їх за допомогою ветеринара;
- У російського тоя крихкі та тонкі кістки, тому треба стежити, щоб собака не стрибала або не падав з висоти більшої ніж 0,4 метра. Не рекомендовано підіймати собаку на поверхні, які розташовані вище, ніж він може застрибнути сам;
- Слід оберігати собаку від безпосередніх контактів з собаками великих порід, бо тої не відчувають свого розміру, і, відповідно, не сприймають себе як дрібнішу і слабшу тварину перед більшим суперником, тобто не здатні порівнювати силу. Особливо це стосується псів, які, в силу свого породного темпераменту, можуть викликати «помірятися силою» псів набагато більших за себе, тим самим наражаючи себе на небезпеку.